# Nieróbka czarniawa
Nieróbka czarniawa (Tetramorium atratulum) – gatunek mrówek z podrodziny Myrmicinae, należący do rodzaju Tetramorium. Jest wyspecjalizowanym pasożytem społecznym, królowe i samce spotykane są w gniazdach mrówek gospodarzy z rodzaju murawka (Tetramorium). Nazwa łacińska rodzaju odzwierciedla brak kasty robotnic (gr. έργατης – robotnik, α – przedrostek oznaczający brak czegoś).

## Występowanie
Gatunek holarktyczny, występuje w Europie, południowej części Niziny Zachodniosyberyjskiej i na Kaukazie oraz w Ameryce Północnej, dokąd została zawleczona razem z gospodarzami, Tetramorium caespitum. W przeciwieństwie do innych pasożytniczych gatunków mrówek zasięg występowania Tetramorium atratulum jest stosunkowo rozległy. W Polsce znana jest z pojedynczych stanowisk: Gdańska-Sobieszewa, Borów Tucholskich, okolic Łącka i Gostynina, Wyżyny Łódzkiej, Niziny Sandomierskiej, Małych Pienin. Rzadka w całym zasięgu występowania, figuruje w Czerwonej księdze gatunków zagrożonych jako narażona na wyginięcie.

## Charakterystyka
Nie występują robotnice. U królowych i samców obserwuje się morfologiczne i anatomiczne wykładniki przystosowania do pasożytniczego trybu życia – u samców zredukowane są czułki, żuwaczki, głaszczki i odnóża, u królowych zredukowane jest użyłkowanie skrzydeł, a potyliczna część głowy jest wąska. Królowe mają długość 2,7–3,5 mm, są barwy ciemnobrązowej do czarnej, ciało gęsto punktowane i matowe; odwłok nieco błyszczący. U czynnych rozrodczo królowych fizogastryczny odwłok znacznie przewyższa rozmiarami resztę ciała. Czułki 11–członowe u obu płci. Żądło, o ile występuje, jest szczątkowe. Samce są bezskrzydłe, nie ergatoidalne (czyli nie podobne do robotnic), poczwarkokształtne, osiągają długość 2,5–3,2 mm. Mają ochrowożółtą barwę. Oczy są dość duże, położone poniżej środka boków głowy. Żuwaczki palcowate, zaokrąglone na końcu, bez ostrej krawędzi. Odwłok jest szeroki i gruby, jego koniec zagięty w stronę brzusznej powierzchni. Przydatki genitalne są duże i wystające.

## Biologia
Gatunek inkwilinistyczny, wszystkie kasty są obligatoryjnymi pasożytami społecznymi. Królowe wybierają do osiedlenia osierocone kolonie mrówek z rodzaju Tetramorium, przede wszystkim Tetramorium caespitum i Tetramorium impurum, także Tetramorium diomedeum, Tetramorium moravicum, Tetramorium chefketi. Występuje fakultatywna poligynia; w opanowanej kolonii żyje zazwyczaj kilka czynnych rozrodczo królowych i do tysiąca młodych form seksualnych, ale opisywano też kolonie monogyniczne. Samic jest zdecydowanie więcej (stanowią 67–98% form seksualnych); jeden samiec kopuluje (w warunkach obserwacji laboratoryjnej) z co najmniej trzema królowymi, samce nieróbki muszą więc być bardziej płodne niż samce innych gatunków mrówek. Do kojarzenia dochodzi wewnątrzgniazdowo. Uskrzydlone samice opuszczają gniazdo mrówek w poszukiwaniu nowych kolonii od maja do sierpnia. Pozostałe w gnieździe fizogastryczne królowe żyją, dopóki nie wymrą obsługujące je robotnice gatunku gospodarza, zazwyczaj nie dłużej niż 2–3 lata.

Uskrzydlona królowa
Samiec